# Morne Seychellois
Il Morne Seychellois è un monte delle Seychelles e rappresenta il punto più alto dell'arcipelago. Esso si trova sull'isola Mahé ed ha un'altitudine di 905 metri.